# Erzeparchie Pittsburgh
Die Erzeparchie Pittsburgh (lat.: Pittsburgensis ritus byzantini) ist eine Eparchie der ruthenischen griechisch-katholischen Kirche (Byzantine Catholic Church) mit Sitz in Pittsburgh (Vereinigte Staaten).
Das Gebiet der Erzeparchie umfasst den westlichen Teil von Pennsylvania, wo die allermeisten Gemeinden liegen, den östlichen Teil von Ohio sowie die Bundesstaaten West Virginia, Louisiana und Texas. Theoretisch gehören auch Kentucky, Tennessee, Alabama, Mississippi, Arkansas und Oklahoma dazu, dort bestehen aber keine ruthenischen Gemeinden. Bischofskirche der Erzeparchie ist die St John the Baptist Cathedral in Munhall, einem südöstlichen Vorort von Pittsburgh.
Der Erzeparchie untersteht das Byzantine Catholic Seminary of Ss. Cyril and Methodius. Zur Metropolie von Pittsburgh gehören als Suffragandiözesen die ruthenischen Eparchien Passaic, Parma und Phoenix sowie seit 2022 das Apostolische Exarchat Saints Cyril and Methodius of Toronto der slowakischen griechisch-katholischen Kirche. Die Metropolie betreut außerdem die in den USA lebenden Ostkatholiken ungarischen und kroatischen Ursprungs, für die keine eigene Diözese eingerichtet ist.

## Geschichte
Die Ruthenen (Russinen) stammen aus der Karpatenregion im Osten des einstigen Königreichs Ungarn (heutige Oblast Transkarpatien der Ukraine und Ostslowakei). Dort hatten sich mit der Kirchenunion von Uschhorod 1646 orthodoxe Gemeinden der römisch-katholischen Kirche angeschlossen, jedoch unter Beibehaltung des byzantinischen Ritus. Ende des 19. und Anfang des 20. Jahrhunderts gab es eine starke Migrationsbewegung aus den östlichen Gebieten der Habsburgermonarchie in die USA, vor allem in die stahlproduzierende Region um Pittsburgh im Westen von Pennsylvania.
Die byzantinisch-katholischen Gemeinden in den USA gehörten zunächst zur Hierarchie der jeweils örtlich zuständigen Diözesen der westlichen („lateinischen“) Kirche. Ab 1907 gehörten die karpatenruthenischen gemeinsam mit den ukrainischen Katholiken des byzantinischen Ritus in den USA zu einem gemeinsamen Ordinariat, was jedoch aufgrund der unterschiedlichen Traditionslinien und Identitäten zu Konflikten führte.
Am 8. Mai 1924 errichtete Papst Pius XI. das Exarchat der Vereinigten Staaten von Amerika für die Katholiken des orientalischen Ritus (Ruthenen). Bis 1963 umfasste das Exarchat alle byzantinisch-katholischen Gemeinden ruthenischen Ursprungs in den USA. Es wurde am 6. Juli 1963 in den Status einer Eparchie erhoben und gleichzeitig die separate Eparchie Passaic für die an der Ostküste gelegenen Gemeinden herausgelöst. Am 21. Februar 1969 wurden die Gemeinden im Westen und Mittleren Westen als Eparchie Parma (Ohio) ausgegliedert und zugleich die Eparchie Pittsburgh zur Erzeparchie Munhall erhoben. Am 11. März 1977 wurde der Name in Erzeparchie Pittsburgh geändert.

## Ordinarien

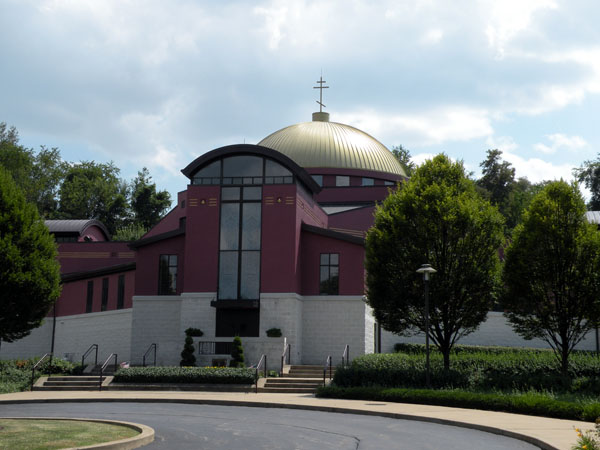
Die St.John the Baptist Byzantine Catholic Cathedral in Munhall (Pennsylvania) ist die Bischofskirche der Erzeparchie

### Exarchen
- Basil Takach (Takacs) (1924–1948)
- Daniel Ivancho (1948–1954)
- Nicholas Thomas Elko (1955–1963)

### Bischöfe
- Nicholas Thomas Elko (1963–1967)
- Stephen John Kocisko (1967–1969)

### Erzbischöfe
- Stephen John Kocisko (1969–1991)
- Thomas Victor Dolinay (1991–1993)
- Judson Michael Procyk (1994–2001)
- Basil Myron Schott OFM (2002–2010)
- William Skurla (seit 2012)